# Municipio de Metepec (Estado de México)
El municipio de Metepec es un municipio mexicano situado en el Estado de México. Según el censo de 2020, tenía una población de 242 307 habitantes.
Su cabecera municipal es la ciudad de Metepec. Está ubicado cerca de la ciudad de Toluca y forma parte de la zona metropolitana del Valle de Toluca (ZMVT), cuya población estimada en 2020 era de 2 353 924 habitantes, siendo la quinta más importante de México. En este municipio se ubican los desarrollos inmobiliarios más exclusivos de la ZMVT. Tiene un PIB de 58 mil 649.21 millones de pesos para una población de 239 952 habitantes al año 2017.

## Toponimia
Su nombre proviene del náhuatl Metepētl, que significa "en el cerro de los magueyes".

## Símbolos
El escudo del municipio de Metepec se compone del dibujo de un cerro y arriba de este un maguey. La representación gráfica de Metepec fue tomada del Códice de Mendoza, y representa un cerro tepetl, en cuya parte superior se ubica un maguey metl; lo que corresponde a la etimología del nombre. El gentilicio de los habitantes del municipio es el de metepequenses.

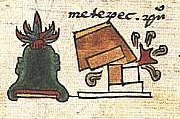
Símbolo de Metepec en el Códice Mendoza

El Escudo Heráldico del municipio de Metepec se forma por el relieve y contorno del Escudo del Estado de México, con los colores que le prevalecen, así como la distribución del lema que contiene. En la parte superior y al centro se encuentra un círculo dentro del cual está el Escudo Nacional de México, representando así al estado mexiquense y a la Patria, respectivamente. Debajo de este, hay once abejas que representan los pueblos del municipio. En el margen izquierdo está la expresión “SOLIDARIDAD”; en el derecho, “UNIDAD”, y en la parte inferior “PARTICIPACIÓN”, leyéndose el lema en el sentido de las manecillas del reloj. Al centro del cuartel se tiene como fondo el color café barro, el cual representa la tierra con la que el artesano da vida a su artesanía. Sobre ella aparece el glifo original de Metepec, tomado del códice de los tributos, constituido por la figura de un “tepetl” (cerro) en color verde, en la parte inferior de este los colores rojo óxido y amarillo, en la parte superior con una base de color rojo óxido nace un maguey en colores verde, amarillo y el mismo rojo óxido. En la base externa del escudo hay una guirnalda con una rama de encino del lado izquierdo, cuyo significado es la fuerza, y otra de laurel, del lado derecho, que simboliza nobleza y triunfo. Ambas van unidas con un listón que contiene los colores de la Bandera Nacional.

## Historia
Hace 11.000 años Metepec era una zona lacustre y pantanosa, originada por los ríos Verdiguel y Lerma, hacia el oriente se extendía una serie de lagunas cuyo impacto natural determinó la vida futura de la región. En esa época la región estuvo habitada por fauna pleistocénica, como el mamut; así lo han determinado los hallazgos paleontológicos realizados a partir de 1992.
La agricultura se introdujo en esta zona milenios antes de nuestra era. Más tarde las primeras aldeas dependían de productos agrícolas como el maíz, el chile, el frijol y la calabaza, así como de la caza y de la pesca. Hacía el 3000 a. C. Comienza aproximadamente la actividad alfarera: se elaboraban piezas utilitarias para la transportación y almacenamiento de agua y alimentos, aunque los grupos humanos de aquel tiempo pronto empezaron a modelar figurillas humanas que representaban deidades, brujos y personajes femeninos.
A la sombra de la gran cultura teotihuacana, se asentaron en Metepec varios grupos, principalmente matlatzincas, que lograron un notable desarrollo al finalizar el primer milenio. La cultura matlatzinca alcanzó su esplendor en todo el Valle de Toluca entre los años 1000-1100 y de 1330 a 1522. Estos se asentaron desde Calixtlahuaca hasta Malinalco y Ocuilán.
Cuando Azcapotzalco dominó la política de los valles centrales, la región de Toluca se unió culturalmente a esa cabecera, así en ambos lugares se hablaban las lenguas matlatzinca y otomí, se adoraban los mismos dioses. Después hubo tendencia hacia Tlacopan. Cuando Axayácatl fue el tlatoani de los mexicas, los matlatzincas perdieron su autonomía. El Imperio Azteca sometió a los Señoríos matlatzincas hacia 1470.
Los arqueólogos José García Payón y Román Piña Chan, fueron los primeros que detallaron la cerámica de los matlatzincas en forma científica. En la actualidad María del Carmen Carbajal Correa ha aportado algunos datos, que son resultado de las excavaciones en la parte sur del Cerro de los Magueyes –del que toma su nombre Metepec–, en donde descubrió un entierro funerario de la cultura matlatzinca.
Los otomíes, fueron los primeros pobladores, y después, junto con los acolhuas, llegaron los mazahuas que se establecieron en lo que ahora es el norte del Estado de México, desde Xaltocán hasta Xiquipilco.
La denominación en lengua náhuatl de todos los pueblos del Valle del Matlazinco proviene de aquella época. Así, Metepec viene de Metl: maguey, Tepetl: cerro y Co: en. Con lo que Metepec significa: En el Cerro de los Magueyes, los nombres se imponían basándose en características geográficas y naturales. El Cerro es, en efecto, el elemento geográfico más importante del Municipio, se trata de una elevación geológica de origen volcánico, pues en 1100 la erupción del Volcán Xinantécatl lo formó y empezó a secar varias de las zonas lacustres de Metepec. En la cúspide del cerro los antiguos matlatzincas celebraban ceremonias propiciatorias y ritos funerarios. A la llegada de los frailes españoles, hacia 1526, ellos pretendieron borrar toda huella de idolatría prehispánica. La fundación cristiana de Metepec tuvo lugar en dicho año. Se le nombró San Juan Bautista Metepec. Las tierras de Metepec fueron entregadas en encomienda a Juan Alonso Gutiérrez de Altamirano, primo de Hernán Cortés, por sus servicios prestados en la conquistas del Valle de Toluca.
En 1550 un sismo producido por el interior del volcán destruyó varios asentamientos matlazincas y españoles, siendo estos últimos los más afectados.
Hacia 1534 se crea el corregimiento de Metepec, y en 1560 Metepec recibe la designación de Alcaldía Mayor teniendo a 36 pueblos bajo su jurisdicción. En 1569 se inicia la construcción del Convento Franciscano de San Juan Bautista, ubicándose la Catedral de la Alcaldía y en esta misma fecha se establece la Santa Inquisición. La vida en la época de la Colonia abundó en epidemias, construcción de templos, conflictos de tierras, sojuzgamiento, confrontación de ritos y tradiciones.
En 1810, al inició la Guerra de Independencia, en octubre, Miguel Hidalgo y Costilla pasó por Metepec rumbo a Santiago Tianguistenco, antes de la batalla del Monte de la Cruces; un grupo de lugareños se sumó al ejército insurgente. En 1821 se crea el Municipio de Metepec de San Isidro, pues para ese entonces los lugareños, en su mayoría agricultores y labradores, le rendían culto a este santo. La categoría política del municipio es ratificada en 1827. En 1848, debido a la invasión norteamericana en el centro de la República, el congreso del Estado de México instaló la sede del gobierno en Metepec de febrero a abril, convirtiendo a Metepec en Capital del Estado.
Ese mismo año, pero en octubre, Metepec es elevado a la categoría política de Villa. Durante la etapa juarista el municipio es escenario de algunas escaramuzas entre los invasores franceses y numerosos vecinos, toluqueños entre otros. Por ese tiempo vivió en Metepec un famoso grupo de bandidos llamados Los Plateados. También en los años que duró la Revolución Mexicana, Metepec vivió episodios trágicos entre facciones maderistas, zapatistas y carrancistas.
En 1900 se inauguró el tren Toluca-Metepec, y en 1901 la línea Tenango-San Juan de las Huertas, que dio servicio al municipio hasta 1940.
Hacia la década de 1960 de inició la urbanización en la zona norte del municipio.
En 1993 Metepec es elevado a categoría de pueblo urbano, debido al crecimiento de su población.
Producto del crecimiento de la ciudad de Toluca, que absorbió a los pueblos aledaños, en la zona noroeste y norte del municipio, numerosos centros comerciales y varias zonas residenciales hicieron de Metepec un lugar poblado y muy comercializado. A partir del año 2000 el IDH de Metepec fue de los 10 más altos de todo el país logrando un PIB per cápita de 9000 USD (dólares estadounidenses) para ese mismo año superando incluso a la Ciudad de Toluca lo que logró atraer aún más a las clases acomodadas construyendo residenciales de lujo. Para el año 2009 el IDH era el más alto del estado y el número nueve a nivel nacional con un PIB per cápita de 16.000 USD mostrándose desigual con la Ciudad de Toluca y sus 10.500 USD de PIB per cápita.
En Metepec se encuentra la zona residencial más exclusiva del Estado y una de las más grandes zonas financieras del Valle de Toluca.
Sin embargo la repartición de la riqueza del municipio es tan desigual que conviven personas con el más alto poder adquisitivo y las clases menos desarrolladas. Lo anterior es de esperarse ya que el municipio junto con Huixquilucan son los únicos del estado en tocar la puerta de entrada al primer mundo en un Estado con un IDH de bajo a medio que provoca la desigualdad. Aun así el municipio es de los más seguros del estado y uno de los más prósperos a nivel nacional.
El Municipio que desde el principio estaba fuera de la mancha urbana de la Ciudad de Toluca fue alcanzada por la misma, provocando que estuviera conectada solo por una gran avenida que es Pino Suárez que es la que conecta a la ciudad de Toluca con el centro del pueblo de Metepec, esta avenida tiene grandes atoramientos de tráfico para entrar a Metepec, no solo porque conecta a la ciudad con el pueblo, también porque es la vía de salida al sur del estado, por esta avenida habitantes de Zinacantepec, Almoloya, Tenango y otros municipios llegan a al pueblo de Metepec de paso o a visitar los centros comerciales, el promedio de tiempo del centro de la Ciudad de Toluca a pueblo de Metepec en horas pico es de una hora para un tramo de 6 km. Las avenidas Comonfort y Tecnológico que son las vías de salida con dirección a Ciudad de México están al borde de un colapso vehicular y carecen de lo más básico - carriles para dar vuelta a la izquierda.. Mtro. Ricardo M. Destacado y Metepequense.

## Geografía
El municipio se ubica en el Valle del Matlazinco, 55 km al suroeste de la Ciudad de México, y a 5 minutos de la capital del estado, que se ubica a 2610 m s. n. m.
La elevación más destacada es el cerro del Calvario, que se localiza en la parte sureste, junto a la cabecera municipal, aunque no es la máxima del municipio ya que está se encuentra en el residencial Bonanza, en el poblado de San Bartolomé Tlatelulco a unos 2712 m s. n. m. en el suroeste, debido a su cercanía al Xinantécatl.
El municipio de Metepec, colinda con los municipios de: San Mateo Atenco, Lerma, Santiago Tianguistenco, Toluca, Calimaya, Mexicaltzingo y Chapultepec.
Sus límites son:
Al norte: el municipio de Toluca y San Mateo Atenco
Al sur: los municipios de Calimaya, Mexicaltzingo, Chapultepec y Toluca.
Al oriente: los municipios de San Mateo Atenco, Lerma, y Santiago Tianguistenco.
Al poniente: El municipio de Toluca
Tiene una superficie de 6751.89 ha.
Puntos extremos
Altitud
Máxima: Residencial Bonanza 2712 m s. n. m.
Mínima: Río Lerma 2570 m s. n. m.
Puntos cardinales
Norte: Casa Blanca.
Sur: San Bartolomé Tlatelulco.
Este: San Lucas Tunco.
Oeste: San Bartolomé Tlatelulco.

### Flora
La vegetación que predomina es la llamada acuática ropería o de ribera, constituida por árboles, hierbas y arbustos, localizados en zonas templadas como el resto del río Lerma. Existen algunas variedades de árboles como pino (P. montezumae, P. pseudostrobus, P. teocote), sauce llorón, cedro, Acecintle, fresno, Tepozan, oyamel, aile, encino, entre otros. De los árboles frutales que se cultivan en casas particularmente y otros que crecen en forma silvestre se pueden mencionar al tejocote, chabacano, capulín, manzana, durazno, ciruelo, higo, mora, membrillo y nogal.
Existen plantas medicinales tales como: manzanilla, yerbabuena, gordolobo, iztafiate, cedrón, árnica, ruda, ajenjo, malva, epazote de perro, eucalipto, diente de león, entre otras.
El cultivo de las plantas de ornato, tiene un cuidado especial: crisantemo, rosa, palma, helecho, dalia, clavel, buganvilia, pensamiento, margarita, margaritón, alcatraz, malvón, geranio, violeta, heliotropo. Aún queda producción de las cactáceas como el maguey y el nopal, aunque ha disminuido notoriamente.

### Fauna
Actualmente la fauna pasa por un proceso de mucho riesgo y de peligro de extinción. Por esta razón, los animales que raras ocasiones pueden observarse son: ardilla, hurón, cacomixtle, tuza, camaleón, nuco, acocil, víbora de cascabel, tlacuache, zorrillo, topo, liebre, tórtola, zopilote, búho, murciélago, ratón de campo, lagartija, pájaro pecho colorido y otras.
Entre la fauna doméstica encontramos: conejos, palomas, vacas, gallinas, cerdos y borregos que sirven principalmente para la alimentación; caballos y burros que se utilizan principalmente para transporte de algunos productos del campo; perros, gatos y pájaros que sirven principalmente de compañía.
Finalmente habría que mencionar a las aves, a los insectos y a los peces que todavía se encuentran por algunas partes del municipio: gorrión, calandria, paloma, pato, grillo, cucaracha, hormiga, abeja, mariposa, escarabajo, luciérnaga, ciempiés, araña; charal, carpa.

## Política y gobierno

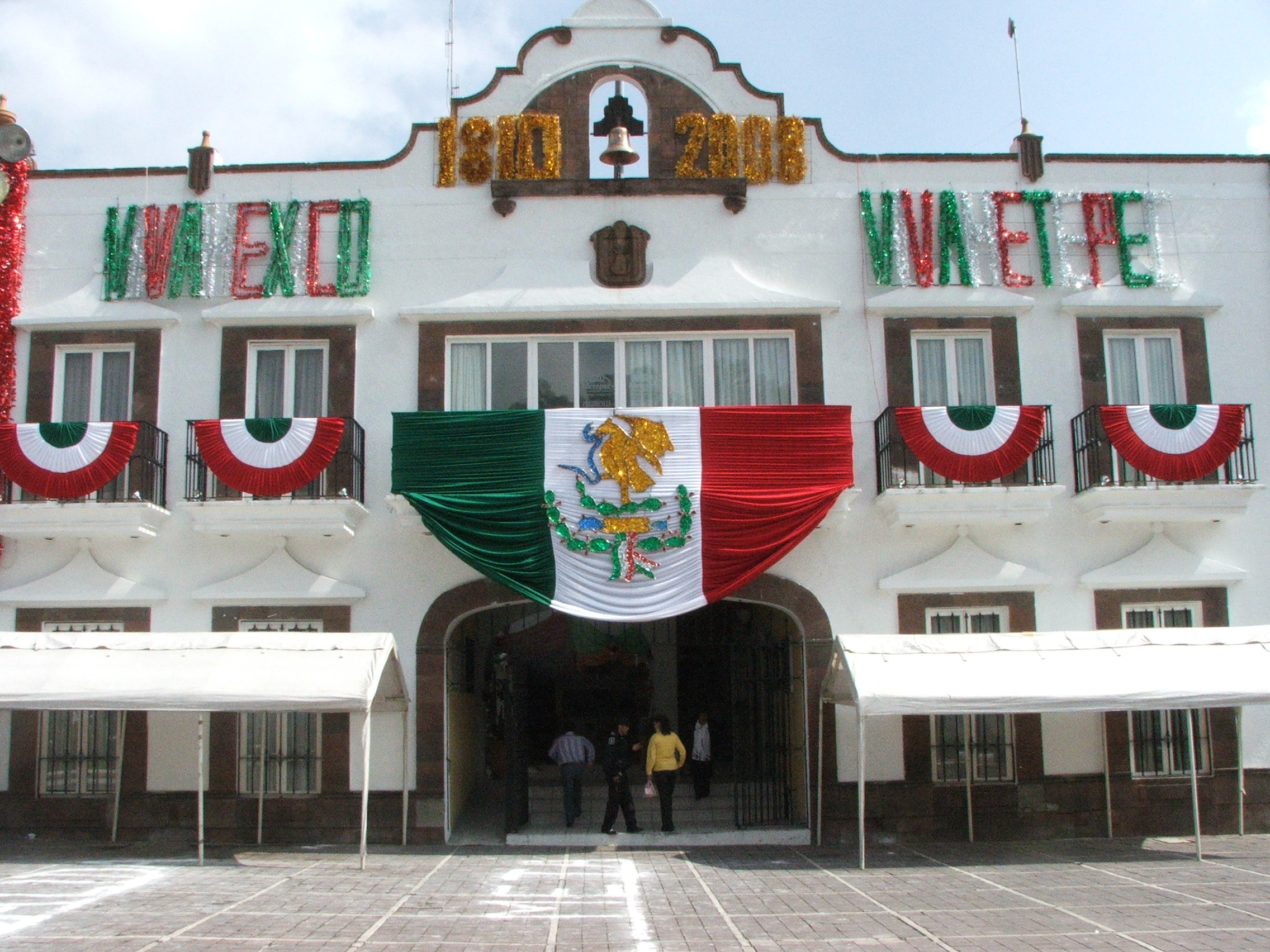
Palacio municipal de Metepec.

Antes de 2011 las administraciones municipales iniciaban el día 18 de agosto del año de las elecciones municipales y concluían  tres años después, el 17 de agosto del año de las elecciones para su renovación. A partir de 2011, tras el decreto número 324, las administraciones municipales inician el 1 de enero del año inmediato
siguiente al de las elecciones municipales y concluyen tres años después, el 31 de diciembre del año de las elecciones para su renovación.
| Presidente municipal              | Periodo   |
| --------------------------------- | --------- |
| Marcos Álvarez Malo Bustamante    | 2000-2003 |
| Salvador Joaquín Robles Uribe     | 2003-2006 |
| Oscar González Yáñez              | 2006-2009 |
| Ana Lilia Herrera Anzaldo         | 2009-2012 |
| Jaime Efraín Hernández González   | 2012      |
| Carolina Monroy del Mazo          | 2013-2015 |
| Juan Pedrozo González             | 2015      |
| David López Cárdenas              | 2016-2018 |
| Gabriela Gamboa Sánchez           | 2019-2021 |
| Fernando Gustavo Flores Fernández | 2022-2024 |
| Fernando Gustavo Flores Fernández | 2025-     |

El gobierno de Metepec cuenta con una certificación ISO 9001:2008 en lo que refiere a sistema de gestión con respecto a calidad, englobando en este mismo los siguientes puntos:
Objetivos de calidad
Evaluar periódicamente los indicadores establecidos en programas y procesos para medir la oportunidad y eficacia de la administración pública municipal.
Medir periódicamente la percepción del usuario (ciudadano) para elevar los niveles de satisfacción en la prestación de los servicios públicos municipales.
Verificar periódicamente los resultados de la mejora continua para medir el nivel de calidad de los procesos gubernamentales.
Misión
Crear las condiciones para mantener a Metepec entre los primeros municipios del país en competitividad, transparencia e innovación, mediante la mejora continua de los servicios públicos, la cual permita fortalecer la confianza de la ciudadanía, siendo un gobierno eficaz en la promoción de la economía, el turismo, la seguridad pública, la equidad de género y la mejora regulatoria, entre otros, con el propósito de elevar la calidad de vida y la identidad social y cultural de las y los metepequenses.
Visión
Ser un municipio que mantenga sus costumbres y tradiciones, en un contexto de promoción de valores éticos y sociales con un enfoque de género, para una mejor convivencia, celebrando nuestra condición de pueblo mágico, con logros en el terreno de la prevención del delito, la seguridad, la modernidad, los servicios públicos y el crecimiento con una imagen urbana integral, atractiva, para vivir y trabajar con un mejor nivel económico, educativo, cultural y de sano esparcimiento.  Archivado el 8 de diciembre de 2015 en Wayback Machine. Archivado el 17 de noviembre de 2015 en Wayback Machine.

## Infraestructura

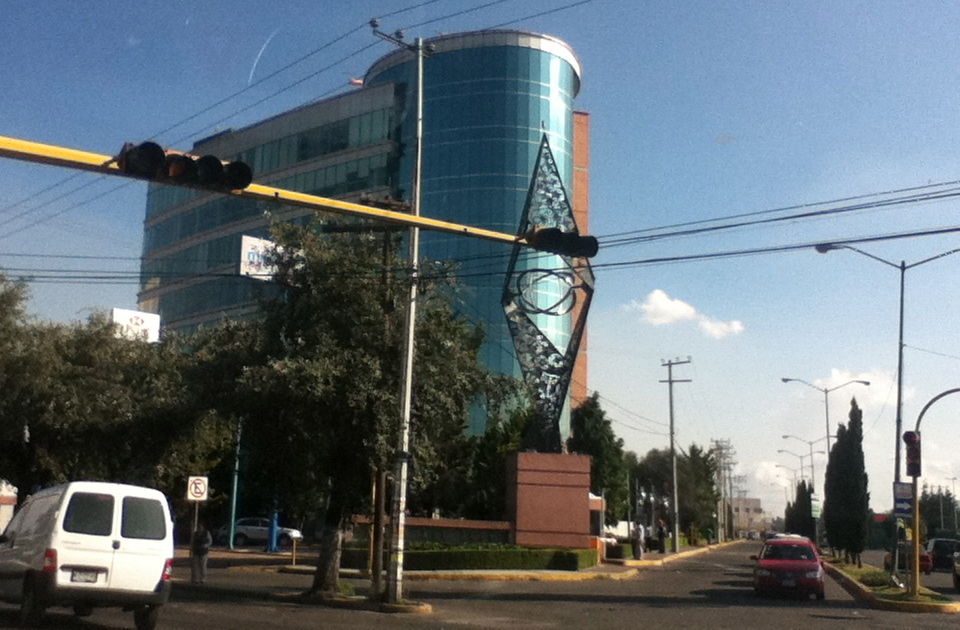
Plaza San Juan

### Equipamiento urbano
La arquitectura del Centro Histórico de Metepec es en su mayoría vernácula, caracterizada por el uso de materiales como el adobe, el sillar, el tabique aparente en los marcos de los vanos, así como el uso de balcones, portales y otros elementos transitorios con el exterior. Se observa la predominancia del macizo sobre el vano, de la proporción vertical o cuadrada en las ventanas y los elementos ornamentales de barro, madera o herrería. En el año 2010 el Ayuntamiento de Metepec realizó obras para la rehabilitación de la imagen urbana en el primer cuadro del Centro Histórico, que consistieron en el mejoramiento de fachadas, aplicación de pintura de acuerdo a una paleta autorizada por el INAH, cambio de anuncios comerciales y rótulos, entre otras acciones. Estas obras si bien mejoraron la apariencia física del primer cuadro, existen un gran número de elementos relevantes para la imagen urbana de esta zona que requieren normatividad y control, como es el caso de los giros que se desarrollan en el mismo, la existencia de cableado aéreo, la ocupación de las banquetas por vendedores y la apertura indiscriminada de vanos por los comercios.

### Telecomunicaciones
Sistema Mexiquense de Medios Públicos: En la cabecera municipal se encuentran las instalaciones del Sistema Mexiquense de Medios Públicos dedicados a difundir desde hace 25 años la cultura nacional y estatal así como diseñar cartas programáticas en radio y televisión que cumplan con esos objetivos. La señal de Mexiquense Televisión se puede ver por el Canal 34.1 y en Radio la puedes escuchar en el 1600 AM o el 91.7 FM, además de sus repetidoras en el 1520 AM Atlacomulco, 1250 AM Tejupilco y en el 1080 AM en el Valle de México. En el 104.5 FM de Valle de Bravo, en el 88.5 FM en Zumpango y el 91.7 FM Amecameca.

### Parques

#### Parque Ambiental Bicentenario
Sobre la Avenida Estado de México se encuentra este gran parque de 100 hectáreas, el cual cuenta con Parque Canino, Lago recreativo, trotapistas, ciclovía, zona de skatepark, módulos de juegos infantiles, zona de picnic con mesas, estacionamiento, Biblioteca Centenario de la Revolución y Centro de Educación Ambiental y Cambio Climático “Casa de la Tierra”.

#### Parque Árbol de la Vida
Antes llamado Hípico, por un hípico que ahí se encontraba, es uno de los más viejos parques del municipio. Cuenta con pista para correr, bancas para comer, un estanque, una fuente y un pequeño lago. Dentro del parque se encuentra la Biblioteca Municipal José Vasconcelos y la Casa de Día del Adulto Mayor.

#### Parque La Providencia
Ubicado en la avenida Ignacio Comonfort, es un espacio de 14 hectáreas asociado al fraccionamiento homónimo, pero abierto al público en general. Tiene amplias áreas verdes, instalaciones deportivas, un lago con fuente de un solo chorro central y bancas para sentarse. Se encuentra rodeado de cedro blanco junto a su pista de correr. La pista mide un kilómetro. Hay ciclovía y canchas de fútbol y baloncesto, áreas de picnic y palapas. En su interior se filmaron escenas de la película Silent Night, de John Woo.

#### Parque Municipal Cerro de Metepec
El icono más emblemático del municipio, lo que le da nombre, es este mediano cerro lleno de magueyes y caminos de tierra rojiza. También denominado el Calvario, tiene dos iglesias encima: la Capilla del Calvario en la parte frontal y la Iglesia del Tepeyac en la punta del cerro. Es usado por muchas personas para ir a correr y con fines de esparcimiento. Tiene bancas techadas que facilitan la convivencia, aunque algunas descuidadas. La vegetación es abundante. En este lugar se encontró un colmillo de mamut.

#### Parque La Pilita
En medio del conjunto homónimo,  tiene baños, cancha para beisbol en donde entrena el equipo Dragones, área para hacer barras, mesas para comer, espacio para mascotas y pista para correr. Se caracteriza por ser "pet friendly". Hay muchos botes de basura. Es un parque limpio, bastante cuidado y se puede hacer ejercicio al aire libre. Dentro del parque se halla el vivero municipal de Metepec de 600 m² , para abastecimiento de árboles como cedros, sauces, fresnos, jacarandas, trueno verde, encinos y acacias, así como plantas ornamentales y follaje para las áreas verdes y la zona urbana del municipio.  En 2019 el gobierno municipal proyectaba donar una parte del parque a la Guardia Nacional para poner una zona militar, pero hubo gran oposición vecinal, por lo que finalmente desistió. En la esquina del parque se halla el deportivo Fit & Go.

#### Parque La Loma
Ubicado en Infonavit San Francisco, se llama así porque realmente está sobre una pequeña loma. Rodeado por los departamentos de vivienda popular Infonavit. Tiene  a un lado la Biblioteca municipal Emilio Chuayfett.

#### Parque Adolfo López Mateos
Ubicado en la Av. López Mateos, tiene resbaladillas de tobogán y columpios, además de una cancha de fútbol rápido y bancas para sentarse.

#### Parque Xinantécatl
Este pequeño parque se halla imbuido en la Colonia Xinantécatl, rodeado de calles con nombres de volcanes. Mucha gente lleva a sus perros a caminar por las mañanas.

#### Parque Casa Blanca
Parque correspondiente al conjunto Casa Blanca. Tiene un quiosco de banda, unos juegos chicos, una fuente con soles de barro representativos del municipio y una explanada de falso empedrado rojo. 

#### Parque San Jerónimo
Un parque mediano en San Jerónimo Chicahualco, que tiene bancas para sentarse, una cancha de básquetbol con gradas, una pequeña colina también con gradas, aparatos para hacer ejercicio al aire libre y juegos tradicionales para niños.

#### Parque Rancho San Lucas
Tiene un moderno set de juegos con resbaladillas, toboganes, un juego de gato de rodillos, aparatos para ejercicio al aire libre, dos canchas de basquetbol, bancas para sentarse, mesas para picnic sin techo, columpios rígidos, columpios flexibles y canchas de fútbol. Se encuentra sobre e Blvd. López Mateos, cerca de Av. Las Torres.

#### Parque Pilares
Ubicado junto a la av. Baja Velocidad de Paseo Tollocan, es un parque público pequeño, que casi parece un camellón. La urbanista Susana Bianconi ha señalado la falta de banqueta y ha propuesto un rediseño de cinta asfáltica de ancho constante para ganar espacio peatonal.

## Economía

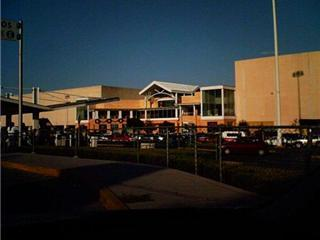
Centro comercial.

La principal actividad económica es la industria, en gran parte de capital extranjero. En segundo lugar se ubica el turismo y la exportación de artesanías. La mayor parte del municipio depende de la capital del Estado para el abastecimiento eléctrico, y en ciertas zonas, para el suministro de agua. Aunque esto cada vez es menos frecuente ya que los grandes fraccionamientos proponen medidas diferentes, agregando que los habitantes de Metepec tienen mayor poder adquisitivo en comparación con la capital mexiquense.
Metepec tiene un PIB cercano a los 4700 millones de dólares (4,000 millones de euros) que son fruto de la inversión extranjera y de una actividad económica cada vez más pujante. El PIB per cápita es alto comparado con el del país e inclusive su ciudad vecina y capital del estado: Toluca. 19.265 USD para Metepec en 2009 cercano a los parámetros de los países desarrollados. El municipio esta altamente desarrollado pero la riqueza no está bien repartida por lo que inaceptablemente algunos sectores de la población que tienen problemas.
- PIB Per cápita Metepec 2010: 19.500 USD
- PIB Per cápita Toluca 2010: 11.900 USD
- PIB Per cápita México 2010: 11.000 USD

El municipio comenzó un boom de construcción de comercios a partir de los 90 lo que atrajo comercios que a su vez transformaron a Metepec en el centro financiero más importante de la ciudad, logrando atraer empresas internacionales para invertir en la zona.
Así mismo el municipio se ha visto beneficiado por la industria de la construcción, que está en auge en este lugar. Recientemente se han desarrollado una variedad de fraccionamientos y zonas residenciales, lo mismo que centros comerciales y tiendas de autoservicio. Es de reconocer la labor de los habitantes de este lugar, que han logrado conjugar la cara colonial de Metepec con la floreciente industria de la construcción moderna y en algunos casos de estilo mediterráneo o minimalista, conservando una perfecta armonía.
Uno de los grandes ingresos económicos en Metepec son las plazas comerciales, como Plaza las Américas (fundada en 1991, por Juan Monroy Pérez), Galerías Metepec, Plaza Península, Plaza Mayor y Pabellón Metepec, debido a que son los principales puntos de comercio del área metropolitana.
Town Square Metepec: El complejo cuenta con una singular arquitectura e innovador diseño por Elkus Manfredi Architects y Grow Arquitectos además de 300 m lineales de frente sobre la Avenida Ignacio Comonfort, convirtiéndolo en el centro de lifestyle y entretenimiento más emblemático de la ciudad. Town Square Metepec ofrece a la ciudad su innovador concepto, novedosa oferta comercial e inigualable propuesta de entretenimiento. Además trae por primera vez a México el centro de entretenimiento familiar National Geographic Ultimate Explorer (NGUX), en asociación con iP2Entertainment.

### Turismo

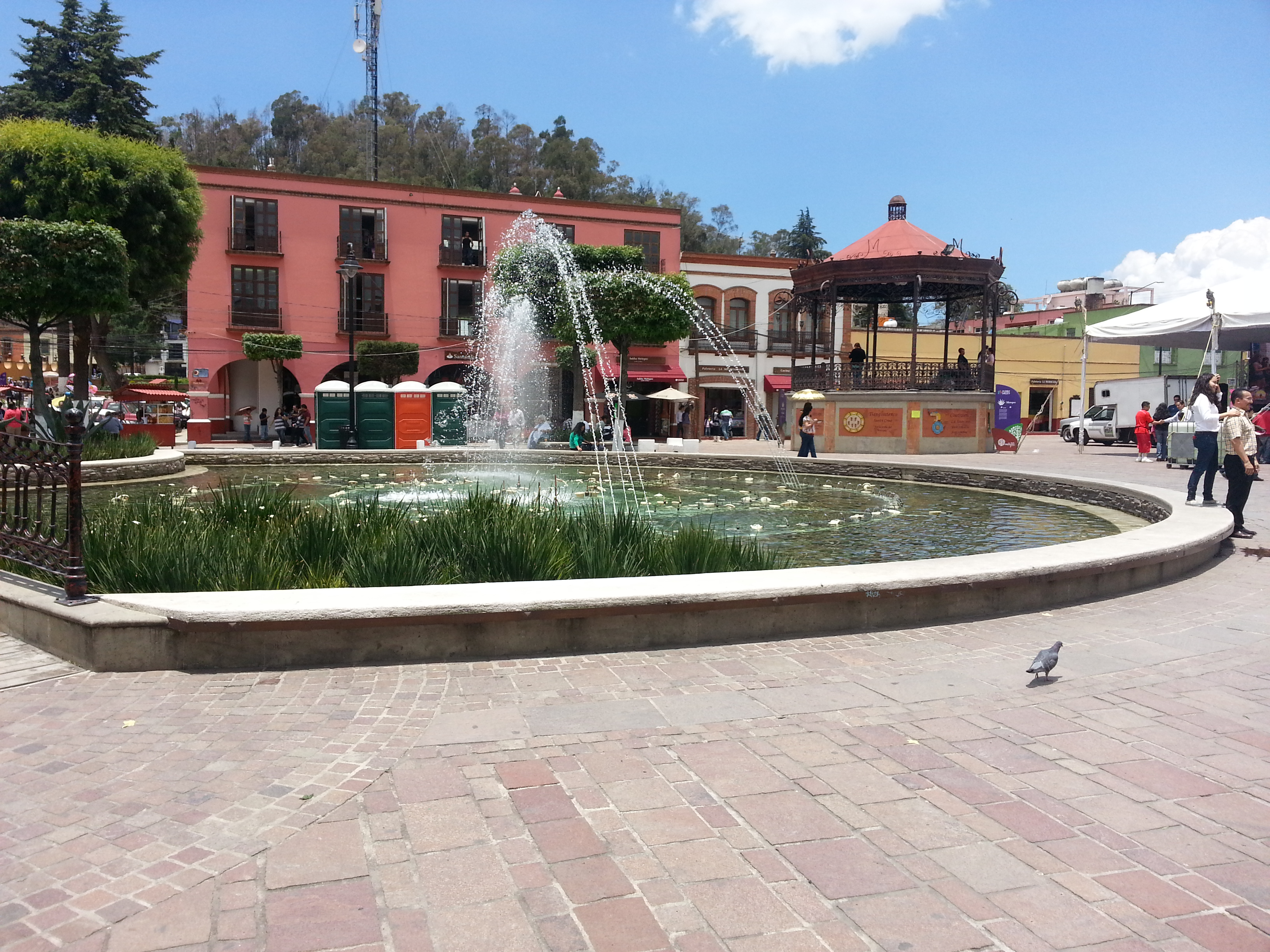
Plaza Principal del Municipio de Metepec.

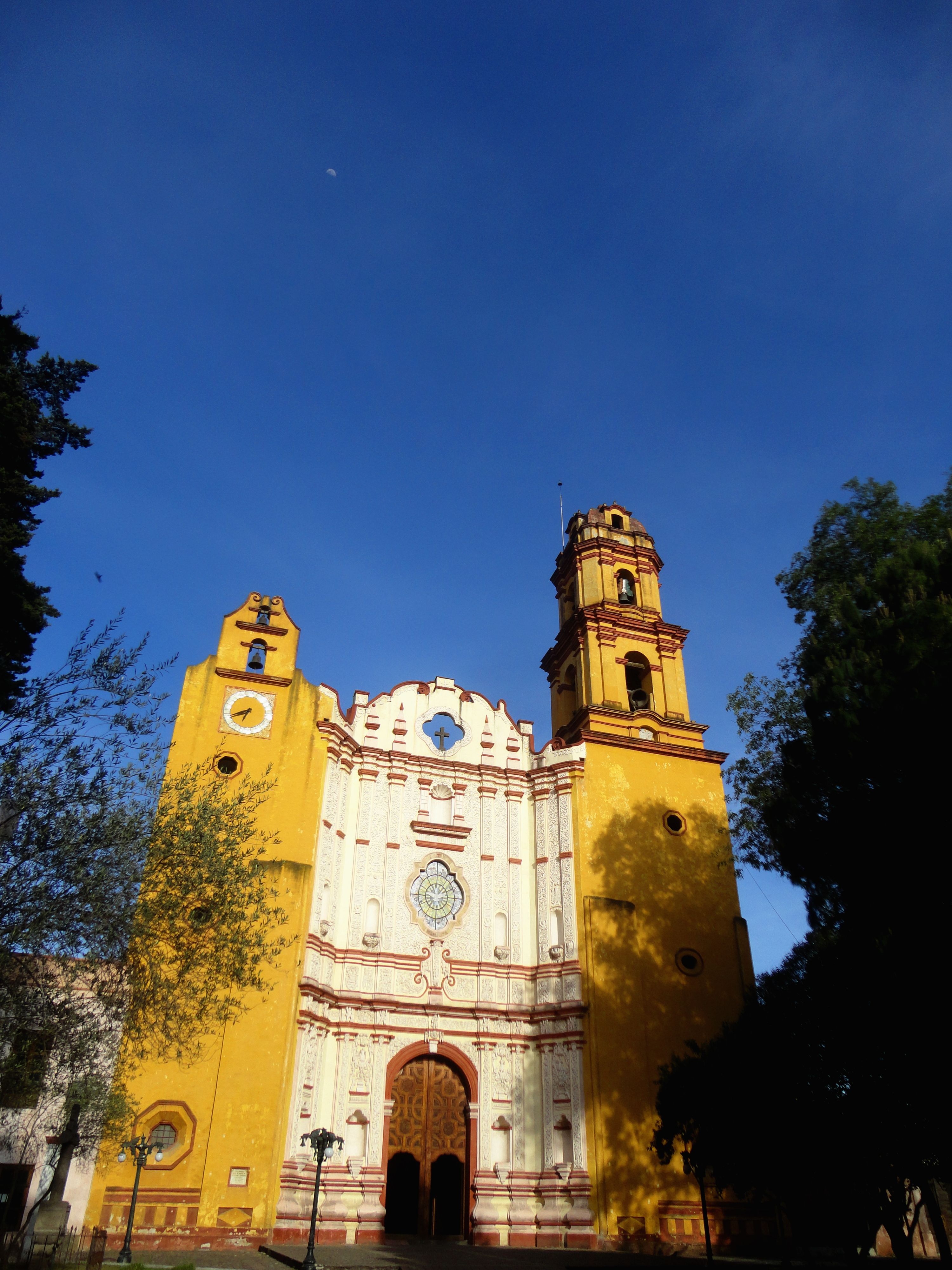
Parroquia de San Juan Bautista.

El municipio de Metepec es reconocido por su zona típica y las variadas artesanías que se fabrican en barro y cerámica principalmente, en especial por una de ellas: el reconocido Árbol de la vida.
Un paseo por Metepec incluirá obligatoriamente la visita al conjunto arquitectónico conformado por la iglesia y el ex convento franciscano de San Juan Bautista de Metepec, la capilla del Calvario, una caminata por el cerro de los Magueyes hasta la ermita (en cuyos alrededores se han hallado enterramientos prehispánicos) y desde luego, la visita a los talleres artesanales, ya que la principal actividad del municipio es artesanal; es casi obligatorio visitar la Casa del Artesano y sus corredores, paseo preferido por los visitantes y en donde se muestran objetos que algunos de ellos van destinados en gran parte al mercado internacional. Ahí se exponen las piezas ganadoras de premios nacionales hechas por artesanos de Metepec. En los barrios de Santiaguito, la Santa Cruz, San Mateo y Espíritu Santo, los talleres se encuentran abiertos a todo el público para dar a conocer el proceso de fabricación.
Si se dispone de tiempo, se puede seguir con un recorrido por las capillas coloniales, una copa de garañona en el Bar 2 de abril, y la Casa de Cultura, donde siempre hay alguna exposición interesante. Si es lunes de tianguis, hay que detenerse a comer un taco de plaza, o disfrutar de la puesta del sol desde el cerro de los Magueyes y quedarse a pasar un rato agradable escuchando música en los bares y peñas de los alrededores.
Los monumentos de Metepec son una serie de edificios de gran antigüedad, los cuales se encuentran esparcidos por todo el municipio, y en su mayoría son de tipo religiosos.
Cuenta también con un Jardín lineal, que lo integran 18 plazas, en seis de ellas se encuentran fuentes, en siete grandes esculturas. El jardín esta alumbrado con 718 luminarias de diferentes tipos, todo con una inversión aproximada de 45 millones de pesos.
Para finalizar la visita en Metepec, también pueden visitar las fuentes danzarinas que se encuentran, enfrente de palacio municipal, en el centro de Metepec, las cuales las prenden normalmente a las 20:00. Es un ambiente familiar ya que va toda la familia a disfrutar estas fuentes, hay luces y música.
Con esto, el visitante podrá observar por qué el día 14 de septiembre de 2012, el municipio recibió la denominación "Pueblo Mágico" por parte del gobierno federal, pues es un sitio en donde conviven la tradición y el ambiente provinciano con la modernidad y el progreso, donde la historia y los mitos nos salen al paso y se contagia la creatividad, el gusto por el color y la paz de espíritu propias de quienes han encontrado lo bello de la vida.
Su fiesta más importante es la realizada en honor de San Isidro Labrador, la máxima celebración en el municipio, a pesar de no ser ya una comunidad eminentemente agrícola, ni que este santo sea el patrono de la comunidad. El día de San Isidro es el 15 de mayo, cuando las imágenes del santo son llevadas en procesión por los barrios de la cabecera y se finaliza con una misa y la bendición de los “santitos”; sin embargo, la fiesta cumbre se lleva a cabo el martes siguiente al domingo de Pentecostés. En esa fecha, el pueblo entero se desborda en el desfile de las cuadrillas, cada una con su mojiganga y carro alegórico, denominado “Paseo de los Locos”. Destacan por su belleza y laboriosidad los retablos de semilla que representan pasajes de la vida del santo.
Algo realmente tradicional en este "Paseo de los Locos" es que los mayordomos regalan panes, tamales, fruta, pequeñas artesanías o las clásicas gorditas de Maíz a los espectadores, las mojigangas más tradicionales son las Yuntas de bueyes arreadas por una pareja de campesinos, ambos hombres pero uno de ellos vestido de mujer, según cuentan porque anteriormente las mujeres que llevaban alimento al marido que trabajaba la tierra eran víctimas de abusos por maleantes, entonces el marido se disfrazaba de mujer para sorprender a los abusadores.
En este municipio, se encuentra el fascinante atractivo de La Tlanchana: la sirena de Metepec. Esta enigmática figura mitológica forma parte esencial del tejido cultural de la región y puede ser contemplada al transitar por el lugar. La leyenda que la envuelve relata su morada en ríos y canales, ejerciendo dominio sobre las aguas y seduciendo a los hombres en noches de luna llena. La Tlanchana ha trascendido la historia, inspirando la creación de museos y exposiciones que preservan el folclore mexicano. Su presencia es un testimonio viviente de la rica tradición local y un punto de interés que enriquece la experiencia turística al pasar por el municipio.

## Demografía
La población del municipio según datos del INEGI censo de población y vivienda 2010 es de 214 162 habitantes de los cuales 103.059 son mujeres y 111.103 son hombres, el 40 % es originario de esta zona, mientras el otro 30 % proceden de Ciudad de México y un 30 % extranjeros en su mayoría españoles, argentinos y holandeses.
Metepec es el segundo municipio del estado con más extranjeros después de Huixquilucan (Interlomas-La Herradura), con aproximadamente 80.000 extranjeros en 2007[cita requerida].
La zona residencial y financiera que ocupa el norte y oriente del municipio con fraccionamientos de primer nivel comparables con los suburbios más exclusivos del país, además de ser una gran zona financiera.
La zona tradicional es la parte central que alberga los centros turísticos, parroquias, y comercios pero ya con gran presencia de fraccionamientos residenciales que se imponen con algunas colonias populares.
La zona sur es probablemente la nueva zona residencial ya que está conectada por vías rápidas a la Ciudad de México y la zona turística de Ixtapan de la Sal y Taxco. La industria inmobiliaria empieza a detonar esta zona que ya cuenta con hotel cinco estrellas y varios fraccionamientos de tipo campestres.
En los últimos años, Metepec ha crecido de manera considerable, lo que ha solicitado la creación de nuevas vías de transporte, como son el libramiento y los puentes bajos de las torres, que aún están en construcción. Eso evitará el tráfico pesado al que no estaban acostumbrados los habitantes del municipio.

### Localidades
El municipio incluye en su territorio de 25 localidades. Las principales y su población de acuerdo al censo de 2010 son:

Principales localidades del municipio de Metepec.

| Localidad                       | Población |
| Total Municipio                 | 214,162   |
| San Salvador Tizatlalli         | 61,367    |
| Metepec                         | 28,205    |
| San Jerónimo Chicahualco        | 26,281    |
| San Francisco Coaxusco          | 24,900    |
| San Jorge Pueblo Nuevo          | 23,107    |
| San Bartolomé Tlatelulco        | 11,141    |
| San Gaspar Tlahuelilpan         | 8,456     |
| Santa María Magdalena Ocotitlán | 6,547     |
| San Lucas Tunco                 | 4,382     |
| San Miguel Totocuitlapilco      | 8,207     |
| San Lorenzo Coacalco            | 3,722     |
| San Sebastián                   | 2,017     |

## Subdivisiones administrativas
El municipio de Metepec se divide en 52 delegaciones, entre las cuales hay 7 barrios, 10 colonias, 1 condominio, 18 fraccionamientos, 10 pueblos y 3 unidades habitacionales:
| N.º   | Nombre                                                      | Etimología |
| ----- | ----------------------------------------------------------- | --- |
| 1     | Barrio de Coaxustenco                                       | "Coaxochtli", lindero; "tentli", labio, orilla y "co", lugar - "A la orilla del lindero" |
| 2     | Barrio de San Mateo                                         | por Mateo el Evangelista apóstol de Jesús y evangelista |
| 3     | Barrio de San Miguel                                        | por el Arcángel Miguel |
| 4     | Barrio de Santa Cruz                                        | La cruz cristiana es el principal símbolo del cristianismo. |
| 5     | Barrio de Santa Cruz Ocotitlán                              | Ocotitlán - de etimología ambigua, "lugar de los ocotes" / ocōtōch- que significa "lince" y -titlān que significa "entre". |
| 6     | Barrio de Santiaguito                                       | por Santiago Apóstol |
| 7     | Barrio del Espíritu Santo                                   | por el Espíritu Santo |
| 8     | Colonia Agrícola Álvaro Obregón                             | por Álvaro Obregón, 46° presidente de México |
| 9     | Colonia Agrícola Bellavista                                 | Bellavista, en Sevilla, era principalmente rural y campestre, por lo que se podían disfrutar de vistas despejadas hacia la ciudad y los alrededores. Hay homónimos en Santiago de Chile y en Panamá |
| 10    | Colonia Agrícola Francisco I. Madero                        | por Francisco I. Madero, empresario, político y escritor mexicano; 37.° presidente de México |
| 11    | Colonia Agrícola Lázaro Cárdenas                            | por Lázaro Cárdenas, 51.° presidente de México |
| 12    | Colonia Doctor Jorge Jiménez Cantú                          | por Jorge Jiménez Cantú, político y médico mexicano, perteneciente al Partido Revolucionario Institucional, que se desempeñó como Secretario de Salubridad y Asistencia y Gobernador del Estado de México entre 1975 y 1981. |
| 13    | Colonia El Hípico                                           | Alguna vez hubo un hípico en el parque que ahí se encuentra, el cual ahora se llama Árbol de la Vida, aunque antes también se llamaba Hípico. |
| 14    | Colonia La Michoacana                                       | Tiene calles con nombres de topónimos de Michoacán, como Zitácuaro, Uruapan y Puruandiro. |
| 15    | Colonia La Providencia                                      | del latín providentia, que significa previsión o prudencia. pro- "por delante", videre "ver". |
| 16    | Colonia Luisa Isabel Campos de Jiménez Cantú                | por Luisa Isabel Campos, quien hizo funcionar el Centro de Rehabilitación y Educación Especial (CREE) además de nuevos edificios del Albergue Temporal Infantil, Villa Hogar y la Escuela de Enfermería, la instalación de centros para el Desarrollo Infantil y centros de Desarrollo para la Comunidad sumados al Programa Huertos Familiares en 1978. |
| 17    | Colonia Municipal                                           | latín municipalis "relativo a los miembros de un ayuntamiento". Munus: Cargo, deber y obligación Capere: Tomar, coger -al: relativo a |
| 18    | Colonia Unión                                               | latín tardío ūniō, ūniōnem “unidad” del latín ūnus “uno”. del protoindoeuropeo óynos. |
| 19    | Condominio Agripín García Estrada                           | por Agripín García Estrada, quien consolidó el Sindicato de Maestros al Servicio del Estado de México (SMSEM) |
| 20    | Fraccionamiento Casa Blanca                                 | Delimitada por la calle de Ignacio Comonfort y Pilares, Las Torres y Tollocan. |
| 21    | Fraccionamiento Fuentes de San Gabriel                      | Las calles de este fraccionamiento tienen nombres de fuentes famosas de Roma, como Fuente de Cibeles, de Trevi, de Orcia, de Barcaza, del Acqua. Son visibles desde el tren interurbano. Contiene la Parroquia San Miguel Arcángel y el parque Infonavit San Gabriel. |
| 22-27 | Fraccionamientos Izcalli Cuauhtémoc I, II, III, IV, V y VI. | "izcalli" "criarse" o "crecimiento". "Izcalli" también decimoctavo y último mes del xiuhpohualli, calendario de 365 días que usaban los mexicas antes de la Conquista española. comenzaba a principios de febrero y segunda fiesta del dios del fuego. Cuauhtémoc - "águila que desciende" o "sol que desciende": Cuauhtli: "águila" Témoc: pretérito de "temo", que significa "bajar" o "descender". último rey-sacerdote azteca (tlatoani) de Tenochtitlán                          |
| 28    | Fraccionamiento Jesús Jiménez Gallardo -                    | Jesús Jiménez Gallardo |
| 29    | Fraccionamiento Las Haciendas                               | por las haciendas, latifundios de producción mixta agrícola-ganadera, cuyo modelo se empleó en América a partir de mediados del siglo XVI y aumentó su importancia en la economía colonial a principios del siglo XVII. del latín facienda "finca agrícola". latín facere "hacer" |
| 30    | Fraccionamiento Las Margaritas                              | La margarita (Bellis perennis) es una planta herbácea de la familia de las compuestas, con flores de centro amarillo y corola blanca. La palabra margarita proviene del griego antiguo margarítes, que significa "perla". |
| 31    | Fraccionamiento Las Marinas                                 | Tiene calles con nombres de la flora y fauna marinas, como Percebes, Ostra, Almeja, Algas, Esponja, Corales, etc. |
| 32    | Fraccionamiento Licenciado Juan Fernández Albarrán          | por Juan Fernández Albarrán , político y abogado mexicano priísta, gobernador del Estado de México de 1963 a 1969 . Durante su gubernatura fue construida la Escuela Normal Superior y el nuevo Palacio de Gobierno del Estado de México, transformando el edificio antiguo en el Palacio de Justicia del Estado de México. Adicionalmente se llevó a cabo la remodelación de la rectoría de la UAEMex y del Palacio Municipal de Toluca e inició la construcción del Paseo Tollocan. |
| 33    | Fraccionamiento Los Pilares                                 | da nombre popular a la calle Manuel J. Clouthier, que cruza por ahí. |
| 34    | Fraccionamiento Rancho San Francisco                        | por San Francisco de Asís |
| 35    | Fraccionamiento Rancho San Lucas                            | - dos orígenes : Λουκάς ("el que ilumina") Lucanus ("nativo de Lucania") en it Lucas es Luca, Lucca o Luka. |
| 36    | Fraccionamiento San Javier                                  | San Francisco Javier, misionero de la Compañía de Jesús nacido en la localidad de Javier (Reino de Navarra), actual España. |
| 37    | Fraccionamiento San José La Pilita                          | por José de Nazaret |
| 38    | Fraccionamiento Xinantécatl                                 | por el Nevado de Toluca, Chicnauhtécatl, estratovolcán llamado así por el río Chicnahuapan ("Nueve Aguas" o "Nueve Manantiales") según Bernardo García Martínez en Arqueología Mexicana |
| 39    | Pueblo de San Bartolomé Tlaltelulco                         | por Bartolomé el Apóstol Tlaltelulco, posiblemente de Tlatelolco "terraza" o "montículo de arena": Tlatelli: "terraza" Xaltiloll: "punto arenoso" o "en el lugar del montón de arena" ciudad fundada en sXIV por los tlatelolcas, tribu mexica que se separó de los tenochcas, fundadores de México-Tenochtitlan. Tlatelolco y Tenochtitlan eran urbes gemelas |
| 40    | Pueblo de San Francisco Coaxusco                            | Coaxusco significa en náhuatl “lindero” y fue fundado por Atlapulco para custodiar los límites de sus terrenos. |
| 41    | Pueblo de San Gaspar Tlahuelilpan                           | por Gaspar del Búfalo Tlahuelilpan del náhuatl "lugar donde se riegan las tierras". En Otomí, el nombre de Tlahuelilpan era Uäthe "lugar de riego". |
| 42    | Pueblo de San Jerónimo Chicahualco                          | por Jerónimo de Estridón Chicahualco “en el lugar de la fortaleza”, según Bertha Balestra, ex-cronista municipal de Metepec |
| 43    | Pueblo de San Jorge Pueblo Nuevo                            | por San Jorge |
| 44    | Pueblo de San Lorenzo Coacalco                              | por Lorenzo de Roma |
| 45    | Pueblo de San Lucas Tunco                                   | por Lucas el Evangelista La palabra tunco se refiere a una persona o animal que está mutilado de algún miembro, debido a la similitud con la "mano" sin dedos de los cerdos o tuncos. |
| 46    | Pueblo de San Miguel Totocuitlapilco                        | Totocuitlapilco "lugar de pájaros de cola larga" |
| 47    | Pueblo de San Salvador Tizatlalli                           | Tiza, tierra mineral blanca semejante al albayalde (1780 Clavijero) |
| 48    | Pueblo de San Sebastián                                     | proviene de sebastío, que deriva del verbo sebázo, en griego "reverenciar" o "honrar". también puede provenir del nombre latino Sebastianus, "de Sebaste". ciudad que hoy es Sivas, Turquía. San Sebastián, soldado de Diocleciano s. III martirizado por no renunciar a la fe cristiana. |
| 49    | Pueblo de Santa María Magdalena Ocotitlán                   | por María Magdalena Ocotitlán - de etimología ambigua, "lugar de los ocotes" / ocōtōch- que significa "lince" y -titlān que significa "entre". |
| 50    | Unidad Habitacional Andrés Molina Enríquez                  | por Andrés Molina Enríquez, abogado, sociólogo y escritor mexicano de ideología positivista. Analizó el problema agrario en México, influyó en la Ley Agraria de 1915 y participó en la redacción del artículo 27 constitucional. |
| 51    | Unidad Habitacional Lázaro Cárdenas                         | por Lázaro Cárdenas |
| 52    | Unidad Habitacional Tollocan II                             | Nombre de la avenida que se convierte en la Carr. México Toluca “Tōllohcān”, que significa "lugar del dios Tōlloh", origen del topónimo Toluca |

## Educación
En el Municipio de Metepec se encuentra el Instituto Tecnológico de Toluca perteneciente al TecNM, fundado en el año de 1974. La población estudiantil era de 400 alumnos en aquella época; actualmente ofrece 9 ingenierías y es uno de los Tecnológicos más reconocidos a nivel estatal.
Cuenta con 465 escuelas que son atendidas por 7620 profesores. El analfabetismo se ubica en un 6,53 %, lo que se considera como un nivel moderado en un municipio de la República Mexicana. Además cuenta con la Escuela Preparatoria Oficial No.33. Existen también escuelas del tipo bachillerato tecnológico como el CBT No 2 METEPEC Rodríguez, el CECyTEM Metepec, además se cuenta con el Centro de Bachillerato Tecnológico industrial y de servicios (CBTis) No 203. Esta institución que en el 2012 fue el primer lugar a nivel estatal de prueba ENLACE media superior de DGETI.
Educación privada Algunas escuelas de paga sobresalientes son la Universidad TecMilenio, del Sistema Tecnológico de Monterrey. Universidad del Valle de México, Aristos, Instituto Cenca, Colegio Argos, Colegio Nuevo Continente, Didaskalos, Universidad Tecnológica Iberoamericana, Instituto Universitario del Estado de México, la Prepa Tec Campus Metepec (del ITESM), Universidad Latinoamericana.

## Cultura y patrimonio

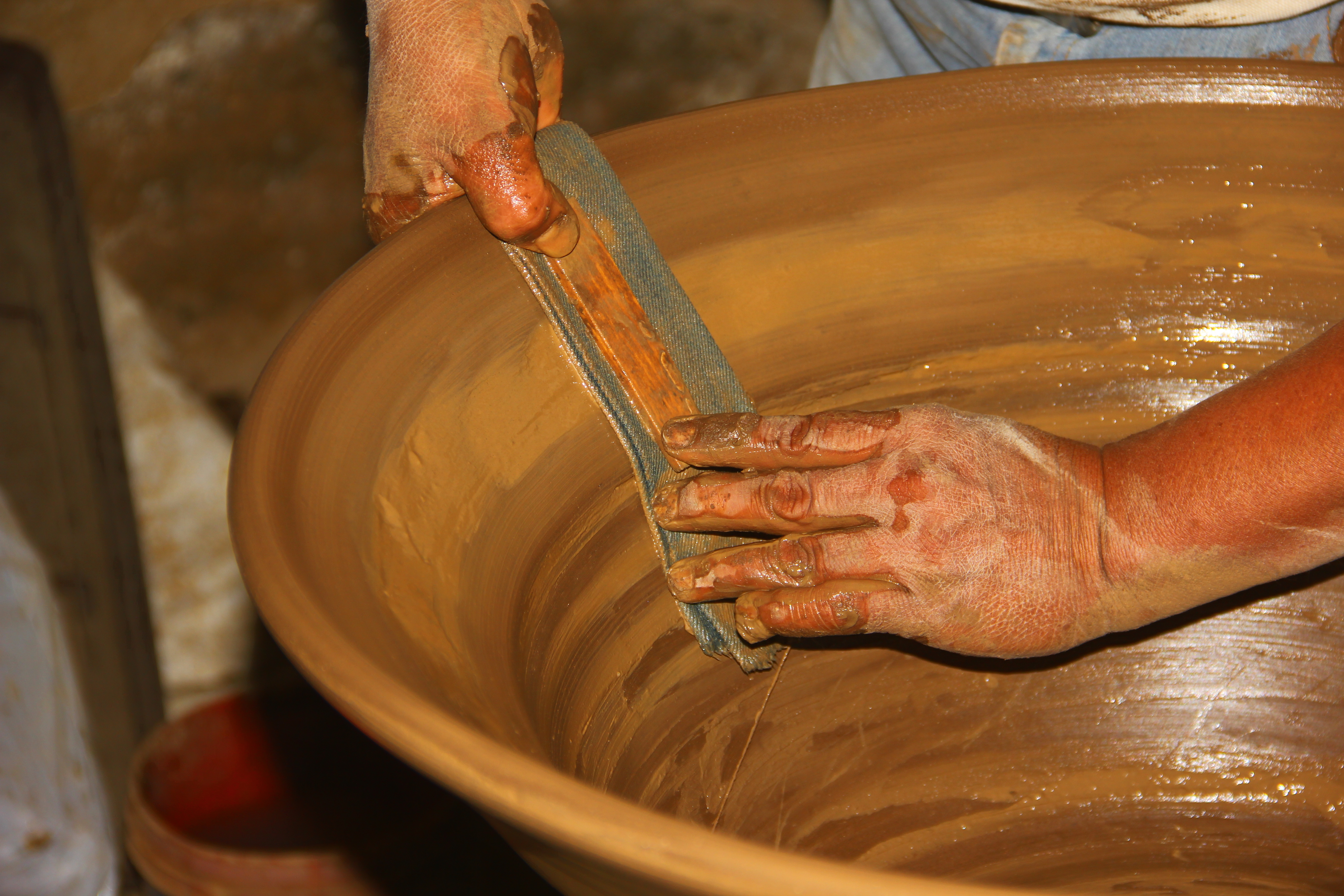
Artesano alisando una cazuela.

### Actividades y eventos culturales
Altar de Dolores y Procesión del Silencio: Se realizan en marco de la Semana Santa; el altar, se coloca en la capilla del Barrio de San Mateo desde las 10 de la mañana del último viernes de Cuaresma, este se ve engalanado con una de las más hermosas imágenes de la Virgen Dolorosa elaborada en España y con los elementos tradicionales de dichos altares; ese viernes se le ofrecen a la virgen veladoras, flores, y se realiza una serenata con la participación de los coros del municipio, además de ofrecer a los visitantes jarros de agua fresca. La Procesión del Silencio, se realiza en la tarde o noche del Viernes Santo con finalidad de anunciar el luto de la iglesia por la muerte de Cristo, en ella participan aproximadamente 1500 cofrades organizados en 12 Cofradías, del año 2005 a la fecha ha crecido la devoción y la organización de la misma, algunas de las cofradías como la del Santo Entierro han mandado traer de España sus imágenes procesionales que son de gran realismo, algunas han creado réplicas de las antiguas imágenes y otras han establecido códigos de vestimenta, algunas desafortunadamente han desaparecido por el paso del tiempo.
Metepec Canta: Festival Musical realizado el segundo fin de semana de marzo en la explanada del Parque Juárez, frente a Presidencia Municipal, en el cual intercalan artistas locales y de renombre abarcando géneros que van desde la trova y la música cubana hasta el rock y en donde participan las peñas y centros nocturnos de la localidad.
Metepec Cultura Para Todos Todo El Año: se realiza los fines de semana con la presentación de la Banda de Música del Ayuntamiento, con talleristas del municipio, que como prestadores de servicio social se dan cita para apoyar en el desarrollo infantil de las bellas artes como pintura, modelado en barro con el maestro Benito Soteno, entre otras. A lo largo de la nueva administración municipal, se cambió el modelo del programa aunque su esencia se mantiene agregándose el "tianguis de arte", actualmente y durante todo el año se realizan festivales, y obras de teatro, así como conciertos, exposiciones de arte...
Festival del Amor: se lleva a cabo el domingo más cercano al 14 de febrero donde un joven conductor de eventos inicia este célebre momento con la lectura de la leyenda de San Valentín, algo que ya se vuelve tradición, la Banda, toca mientras que grupos de baile hacen gala del buen Danzón, luego participan, los talleristas del Ayto., mientras se llevan a cabo danzas folclóricas, llegan el mariachi y las rondallas, y empieza lo esperado la presidenta llega a romper el baile acompañada de su cuerpo edilicio, mientras que grupos como: Ave Fénix, Grupo Latino, Tarolazo, La Sonora Santanera y la Sonora Dinamita llenan de música y alegría este bello lugar.
Ritual del Fuego Nuevo: se realiza el día 21 de marzo en la explanada del Calvario a partir de las 16:00 por la comunidad de Danza Azteca de Metepec, grupos y jefes danzantes de México e Ixtlahuaca, el cual se lleva a cabo con danza, poesía e historia.
Feria de San Isidro Labrador: la fiesta en honor de San Isidro Labrador: a la llegada de los españoles, los indígenas relacionaron este santo con Tláloc, divinidad de la lluvia y como resultado, San Isidro Labrador es considerado también en la zona como protector de la siembra.
Es la máxima celebración en el municipio, a pesar de no ser ya una comunidad eminentemente agrícola. El día de San Isidro es el 15 de mayo, cuando las imágenes del santo son llevadas en procesión por los barrios de la cabecera y se finaliza con una misa y la bendición de los “santitos”; sin embargo, la fiesta cumbre se lleva a cabo el martes siguiente al domingo de Pentecostés. En esa fecha, el pueblo entero se desborda en el desfile de las cuadrillas, cada una con su mojiganga y carro alegórico, denominado Paseo de los Locos. Destacan por su belleza y laboriosidad los retablos de semilla que representan pasajes de la vida del santo.
Un elemento infaltable en el paseo son las tlacualeras (hombres disfrazados de mujer), quienes simbolizan el elemento femenino, necesario al hablar de fertilidad. El paseo es una costumbre muy antigua, de tiempos en que no era bien visto que las mujeres se exhibieran, por ello su papel – subrayado por la canasta de comida que diariamente llevan al campo para alimentar a sus hombres — ha sido representado desde hace siglos por jóvenes del sexo masculino. El colorido, la barroca profusión de elementos decorativos, los disfraces, la música y el ambiente carnavalesco hacen de Metepec, por este único día, un lugar de locos, de alegría desbordada, propio del misterio gozoso que se celebra: la renovación, la vida, la fertilidad, el fruto del campo y del trabajo humano. Algo realmente tradicional en este "Paseo de los Locos" es que los mayordomos regalan panes, tamales, fruta, pequeñas artesanías o las clásicas gorditas de Maíz a los espectadores, las mojigangas más tradicionales son las Yuntas de bueyes arreadas por una pareja de campesinos, ambos hombres pero uno de ellos vestido de mujer, según cuentan porque anteriormente las mujeres que llevaban alimento al marido que trabajaba la tierra eran víctimas de abusos por maleantes, entonces el marido se disfrazaba de mujer para sorprender a los abusadores.
Además del día de San Isidro y del Paseo de los Locos, alrededor de esa celebración se lleva a cabo la Feria de San Isidro, que en 2009 tuvo 100 mil visitantes. Artistas populares de todo el país se presentan en el palenque y teatro del pueblo. Además, esta feria resulta un lugar ideal para la promoción de variados productos y servicios que se ofertan en la región.
Las dimensiones de tal evento hicieron que las autoridades municipales, desde hace varios trienios, buscasen un espacio más amplio para ella, dando así cabida a diversión y comercio sin obstaculizar la vida cotidiana en el centro de la ciudad. Hace poco más de una década, el gobierno estatal donó a Metepec un terreno de alrededor de ocho hectáreas, cercano al hoy Parque Bicentenario. Allí se instala cada año la feria, que alberga actualmente diversas zonas: espacio para juegos mecánicos, área institucional donde hay dependencias gubernamentales, organizaciones de la sociedad civil, centros de enseñanza, dan muestra de sus actividades. Un espacio agropecuario para la exhibición y venta de todo lo relacionado con ganadería y agricultura nos recuerda la esencia, el origen de la fiesta que ha dado lugar a esta enorme celebración. Se instala también un área gastronómica, donde los restauranteros del municipio ofrecen sus mejores platillos.
Desde luego, los artesanos de Metepec han acudido siempre a ofrecer el producto de su trabajo, y es durante esta feria cuando lucen sus mejores creaciones, participando en el Concurso Nacional de Alfarería que tiene como marco las festividades de San Isidro. La exhibición y venta de artesanías constituye el área más importante de la feria.
Vale la pena acudir a este evento; el tiempo pasa rápidamente entre una y otra diversión, algunas compras, comer rico y admirar la creatividad de los artesanos de Metepec, famosos en el mundo entero.
Gastrotour Metepec: Es un evento gastronómico y turístico que pretende rescatar la cocina típica mexiquense, en donde se hace partícipe a toda la población a través de un concurso culinario, el cual consiste en preparar un platillo típico y un platillo totalmente innovador con la materia prima de la región, combinando de esta manera la tradición con la innovación. Por otro lado, Gastrotour fomenta el turismo en las vacaciones de Pascua, produciendo una derrama económica importante para todos los comercios del centro de Metepec y alrededores. El festival cuenta con diversas participaciones artísticas y culturales como: música, danza, yoga, pintura, escultura, artesanías, artes circenses, acondicionamiento físico, payasos y más, para el entretenimiento de todos los asistentes.
Festival de Globos Aerostáticos: Este 2015 el gobierno municipal de Metepec determinó que por el hecho de ser uno de los pueblos mágicos más hermosos con los que cuenta el estado de México se tenía que realizar uno de los festivales más importantes de globos aerostáticos, de tal manera que el pasado 27, 28 y 29 de noviembre se llevó a cabo dicho festival en la Unidad Deportiva de San Miguel Totocuitlapilco. El colorido, las formas, los espectáculos especiales y los recorridos nocturnos ofrecieron un excelente momento a los participantes, de modo que es muy probable que se convierta en una de las actividades que se realicen de manera continua.
Ofrenda Monumental y Día de Muertos: Se realiza terminando el Festival Quimera, consta de un tradicional Altar de Muertos pero a escala monumental, dura aproximadamente y ofrece recorridos por el antiguo panteón municipal, obras de teatro, conciertos y presentaciones artísticas, en su montaje participan los vecinos de la cabecera municipal, quienes colaboran con flores, fotos y alimentos; en el marco de este festival se realizan concursos de catrines, fotografía y caminatas nocturnas con la Banda de Música Municipal.

### Tlanchana Fest, Festival de Cine y Arte Digital
Es un encuentro cultural que fusiona el encanto del cine con la innovación del arte digital. Surge como respuesta ante la inquietud de establecer un foro audiovisual en Metepec que ponga al alcance de todos, la innovación y la frescura que sólo el cine independiente, comercial y experimental puede ofrecer. Además de proporcionar un importante espacio para la producción fílmica, este evento abre sus puertas a otras ramas de las artes audiovisuales contemporáneas (como arte sonoro, instalación, intervención, fotografía, arte objeto, entre otras), generando así sinergias entre los exponentes, su material y el público espectador.

### Festival Internacional de Arte y Cultura Quimera
El festival nace en 1991, durante la administración del presidente municipal César Camacho Quiroz, quien tuvo la visión de hacer de esta municipalidad un espacio idóneo para la convergencia de expresiones culturales donde se mostrara la diversidad creativa de México en el mundo. Se lleva a cabo durante la segunda semana de octubre con duración de diez días, por la conmemoración del Título que otorgó a Metepec la Categoría de política de Villa en el año 1848.  En este festival, se muestran las distintas expresiones artísticas del hombre manifestadas a través de las 7 bellas artes: arquitectura, escultura, pintura, música, declamación, danza y cinematografía. Estas expresiones se presentan en los distintos foros del municipio como el Parque Juárez, la Iglesia de San Juan Bautista, el Exconvento Franciscano, la Capilla y escalinata del Calvario, el Mercado Artesanal y el Museo del Barro entre muchos otros como las Casa de Cultura que se ven engalanados con la participan artistas nacionales y extranjeros.
Al festival han asistido artistas de la talla de Michael Nyman, Víctor Urbán, el Ballet Real de Camboya, Regina Orozco o Luis Eduardo Aute, Pablo Milanés, Amalia Hernández, Albita, Fernando de la Mora, Oscar Chávez, Jaramar y se ha contado con la participación de varios países como Rusia, Argentina, Suiza, Cuba, Argentina, Viena, Colombia, Canadá, USA, Italia, España, Alemania, Chile, Cabo Verde, Portugal, Brasil, Japón, China, China, por mencionar los más representativos.
¿Por qué hacerlo en octubre?, es el marco ideal dado que el día 15 de este mes pero de 1848, Metepec vive uno de los sucesos históricos más importantes para la conformación de su realidad política y sociocultural actual, al ser reconocido como Villa, por haber albergado los poderes del estado tras el avance de las tropas norteamericanas a la Ciudad de México.
En el marco del festival, es parte importante la celebración de una ceremonia solemne en la que se recuerdan estos acontecimientos y se entregan preseas a los ciudadanos que por su labor han contribuido a enriquecer aspectos importantes de la vida comunitaria o puesto en alto el nombre del municipio.
“La Quimera de Metepec surge como la necesidad de establecer un puente entre la cultura y la imaginación, entre la poesía y las llamas, entre el ayer y el hoy. Es ante todo el sueño de vincular, integrar y amalgamar pensamientos, imágenes, poesías, cantos, conocimientos de todo aquello que hemos denominado cultura”.
Espectáculos de teatro, literatura, danza, música y exposiciones de artes plásticas; son algunas de las expresiones más atractivas que este festival promete y con las que se pretende sensibilizar el espíritu de los vecinos del colorido pueblo, fortaleciendo así su identidad y rescatando valores culturales en extinción, tareas verdaderamente quiméricas. De igual forma, y de manera un poco paradójica, así es el Festival Quimera, una mezcla entre manifestaciones de arte y cultura, pero también de reventón para los chavos y chavas que gustan del ambiente nocturno que Metepec ofrece. Es un tipo de híbrido que busca un punto de encuentro, entre lo tradicional de la cultura y el no olvidarnos tampoco de que vivimos en un mundo que avanza rápidamente, de que Metepec se ha esforzado por darse a conocer con sus plazas y grandes centros comerciales, sus bares y antros, que nos hacen pensar que debemos estar también a la vanguardia y debemos adecuarnos las necesidades de las nuevas generaciones. Metepec ha adquirido, en estas últimas décadas, un carácter urbano y comercial muy importante.
La esencia del festival es abrir las puertas de Metepec al resto de la República Mexicana y al mundo, para qué se conozcan las tradiciones y costumbres que dan valor e identidad a cada pueblo y nación, así como para que propios y visitantes disfruten libremente, equitativamente de las más bellas expresiones de la sensibilidad humana.

### Nacimiento monumental en Calvario de Metepec
En el año 2013 se inicia el "Festival de navidad Metepec" con la decoración alegórica a las fechas, la decoración incluye adornos representativos alrededor de todo el centro del municipio y diversos eventos durante estas fechas y como su máximo representante se encuentra la puesta del nacimiento tamaño real a lo largo de la escalinata del Calvario de Metepec. El nacimiento que está ubicado en el lugar hasta el 6 de enero, consta de cinco pasajes. En la parte principal se encuentran Jesús, José, María y un pesebre, así como Melchor, Gaspar, Baltasar y los animales que acompañaron el nacimiento de Jesús, ubicados en una ambientación de cactus, yucas, biznagas y órganos que representan el caminar por el desierto. Las escenas culminan con una representación de la Sagrada Familia, en donde hay un oasis ambientado con agua en movimiento e iluminación. Esta evento se mantiene constante desde su primer año hasta la fecha. A partir de 2017 se realiza el concurso de piñatas tradicionales.

### Artesanía

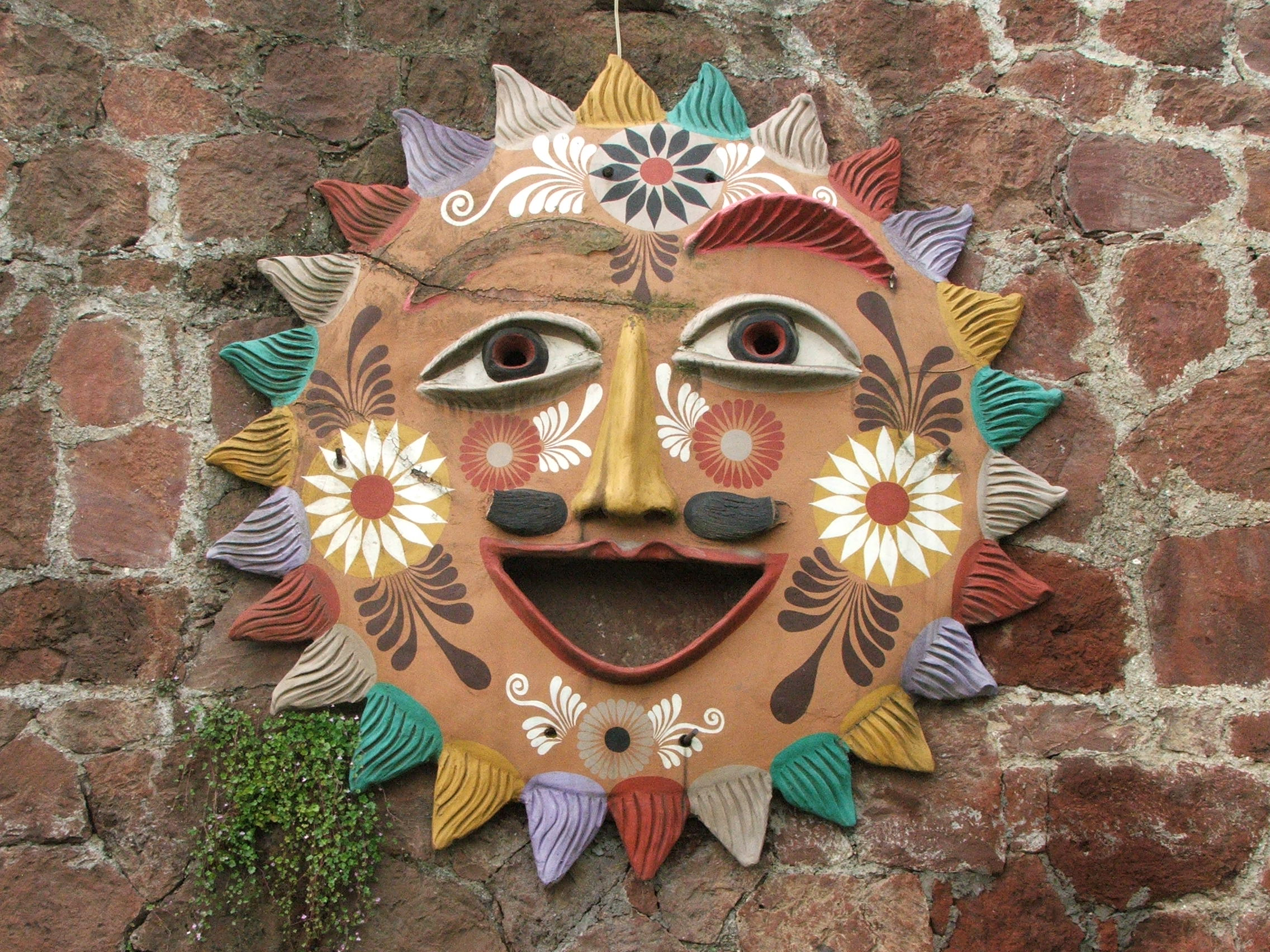
Sol tallado en barro.

En Metepec puedes encontrar diversas artesanías, entre ellas el Árbol de la vida, mismo que es muy representativo de este municipio y forma parte de la denominación como pueblo mágico, desafortunadamente la calidad de los árboles ha ido disminuyendo debido a la comercialización y producción en serie de los mismos, se pueden encontrar árboles desde $35.00 hasta más de $500,000.00 (pesos mexicanos) de muchos y muy afamados artesanos.
En Metepec podemos encontrar en el tradicional mercado de los días lunes, que según arqueólogos existe desde la época prehispánica, en él se pueden encontrar todo tipo de productos; desde cazuelas de barro, orfebrería, talabartería, ropa, etc. que son fabricadas en el mismo municipio; hasta modernos productos electrónicos.
La población en Metepec comenzó a crecer después del sismo de 1985 y cuando muchos corporativos se establecieron en Santa Fe, Ciudad de México porque es más fácil trasladarte de Metepec a Santa Fe que del Sur o del Norte de la Ciudad de México ya que el tráfico se ha convertido en una problemática.
La artesanía de Metepec se basa en objetos de barro, cestería, talabartera y vidrio soplado. La creación de objetos hechos de barro de uso común, como ollas, cazuelas, jarros, figuras diversas en diferentes tamaños. Incluso pueden medir más de 3 m de alto, y lo más artesanal y típico es el Árbol de la Vida. También hay figuras de soles, árboles de la muerte, coronas, ángeles musicales, figuras santuarios y eclipses.
Pero no solo en barro crean las manos metepequeños aquí se puede encontrar artesanos cuya habilidad se despliega sobre diversos tipos de materiales, como el papel picado, el trabajo con hoja de maíz, textil, etc.
La fama de los alfareros de Metepec creció con el tiempo. Sus cazuelas, jarros pulqueros, macetas, silbatos y alcancías eran mercancía infaltable en los mercados de Toluca y otros pueblos cercanos y aún en sitios más remotos del país.
El Ayuntamiento apoya a sus artesanos con viáticos para trasladarse a concursos nacionales, junto con el Fondo Nacional para el Fomento de las Artesanías (FONART), permitiendo con ello expandir las artesanías de este municipio y abrir nuevos mercados para los artesanos, quienes aprovechan estas exposiciones de artes para compartir técnicas que permitan mejorar la calidad de sus artesanías.
La inversión vale la pena, ya que la mayoría de los artesanos de Metepec, han logrado obtener los primeros lugares, en sus diferentes categorías, dando con ello reconocimientos a sus destacas participaciones de dicho municipio.
En la actualidad, Metepec es reconocido nacional e internacionalmente como uno de los principales centros alfareros del país y cuenta con el registro de marca para sus piezas de barro.
Exposición de Ofrendas:
Se realiza durante la festividad de Día de los difuntos del 30 de octubre al 2 de noviembre; dicha muestra se ubica en la Casa de Cultura de Metepec o en las escalinatas del Calvario: en donde participan diversas escuelas elaborando sus propias ofrendas. La pieza central de esta exposición corresponde a los restos óseos correspondientes a un entierro matlatzinca encontrado en el Cerro de los Magueyes.
En Metepec también se ha implementado un punto verde en la cual se recolectan pilas; pet y artículos electrónicos que la población deshecha; en esta también se comercializan productos hechos a base de lechuga como cremas faciales, gel re ductivo y paletas hechas de lechuga deshidratada. Además también se capacita y se imparten talleres de agricultura con la ayuda de ingenieros especializados y de los conocimientos empíricos de algunos agricultores.
Dicho lo anterior el municipio destaca por tener vocación alfarera, se dice que en la antigüedad se realizaban productos de uso ceremonial y religioso, posteriormente conforme creció la densidad demográfica, también los artesanos mejoraron sus técnicas e incorporaron nuevos productos que han logrado satisfacer las necesidades del actuar cotidiano.
Actualmente Metepec tiene 850 artesanas y artesanos, de acuerdo con datos del (Padrón Estatal de Artesanas y Artesanos del Instituto de Investigación y Fomento de las Artesanías, agosto 2023) los cuales sobresalen principalmente dentro de la alfarería y cerámica a través de la creación de árboles de la vida y temáticos en diferentes tamaños y técnicas, cazuelas libres de plomo entre otros productos, sin embargo y aunque su principal actividad es la alfarería destacan otras artesanías como: gastronomía artesanal en la cual destacan en la producción de conservas artesanales (mermeladas, salsas, chiles en vinagre), nieves artesanales, pan de fiesta y licores como la conocida garañona ( bebida espirituosa elaborada a través de hierbas), además en metalistería refiere se realizan cajas y alhajeros con la técnica de repujado, también en madera algunos artesanos realizan juguetes populares y en cartonería refiere se puede encontrar papel picado, esculturas de cartón de diferentes temáticas mexiquenses como catrinas, máscaras, libretas, entre otros.
Cabe señalar que algunos de los artesanos destacados son:
-Othon Montoya León
-José Alfonso Soteno Fernández
-Bernardo Camacho Quiroz
-Cecilio Sánchez Fierro
-Martín Díaz Manjarrez
-Miguel Ángel González Mesillas
-Hilario Hernández Sánchez
-Óscar Martín Soteno Elías
-Celso Nazario Camacho Quiroz
-Juan Manuel Vázquez Sánchez
Los cuales tienen talleres artesanales donde se puede apreciar el arduo trabajo de cada uno y sobre todo diferenciar las técnicas empleadas.
Finalmente la festividad más importante es la de San Isidro Labrador, protector de la siembra donde a través de la idiosincrasia de los habitantes se da gracias y se augura una buena jornada de siembra, donde se promocionan las artesanías más emblemáticas.

### Gastronomía
En los platillos típicos de este municipio podemos encontrar, la barbacoa al horno de carne de borrego, tamales de charal, chorizo verde, sopa de hongos, mixote de conejo, pambazos, sopa de médula. Los postres tradicionales son: los dulces de calabaza, pepita, el alfeñique, jale, borreguitos, limones con ralladura de coco y el sabroso pan de pulque. La ensalada de plaza es otra comida que se prepara en este municipio, la cual es una mezcla de diferentes ingredientes como lo son: barbacoa, acocil, pata de res, chicharrón, jitomate, chile verde, cebolla blanca, entre otros. Con esta ensalada se acompaña al mole rojo con arroz y frijoles de olla.

## Ciudades hermanas
- Trujillo, Perú[33]